# The Sims Pet Stories
The Sims Pet Stories este al doilea joc din seria The Sims Stories, și a fost lansat pe data de 19 iunie 2007 de către EA Games. Primul joc al seriei, „The Sims Life Stories”, a fost lansat pe data de 6 februarie 2007, deschizând seria jocurilor „laptop friendly” care nu au nevoie de o placă video independentă.  
Scopul jocului, similar cu The Sims 2: Pets, este de a-i face pe jucători să aibă grijă și să dreseze animalele de companie.

## Două povești
În acest joc sunt adăugate două noi povești, Best în Show și Midnight Masquerade. Prima poveste o are în rolul principal pe Alice, o femeie cu probleme financiare, care-și înscrie dalmațianul într-un concurs local de câini, cu scopul de a câștiga niște bani pentru a-și salva casa. A doua poveste este despre un director de succes, numit Stephen, a cărui viață este schimbată total când o pisică enervantă este lăsată în grijă sa de către o verișoară.  
„The Sims Pet Stories” este dezvoltat de Maxis și va fi precedat în iarna anului 2008 de The Sims Castaway Stories, un alt joc optimizat să ruleze pe laptop.